# Manoir de Saint-Hubert
Ne doit pas être confondu avec Château de Saint-Hubert (Le Perray-en-Yvelines).
Pour les articles homonymes, voir Saint-Hubert et Château de Saint-Hubert.
Le manoir de Saint-Hubert est un monastère orthodoxe rattaché au patriarcat de Moscou ; il est situé à Chavenon dans l'Allier.

## Description
Le site est intéressant surtout pour son parc, témoignage du savoir-faire de la famille Treyve et de l'influence de Paul de Lavenne, comte de Choulot sur l'art paysager.

## Historique
Saint-Hubert était l'ancien pavillon de chasse du château de Laly au Montet ; il fut agrandi et transformé au XIXe siècle par son propriétaire de l'époque. Ces modifications se sont également accompagnées de la création d'un parc de style naturaliste dessiné et réalisé par une des générations de la "dynastie" de paysagistes vichyssois, les Treyve, disciples des théories du comte de Choulot, architecte notamment du parc du Vésinet. À la suite de ces travaux, il est nommé habituellement manoir ou château, mais constitue plutôt une maison bourgeoise entourée de dépendances agricoles ; il a été transmis ensuite par héritage à la famille Favardin, puis à la famille Piat et enfin à la famille Michelon. Il est devenu en 2006, selon le souhait des descendants actuels de la famille qui en était propriétaire, un monastère orthodoxe rattaché au patriarcat de Moscou,,. Le monastère orthodoxe de l'icône de la Mère de Dieu Znaménié, à Marcenat (Cantal), au lieu-dit La Traverse, a supervisé la création d'un monastère orthodoxe à Saint-Hubert.